# Miantochora interrupta
Miantochora interrupta är en fjärilsart som beskrevs av Max Joseph Bastelberger 1907. Miantochora interrupta ingår i släktet Miantochora och familjen mätare. Inga underarter finns listade i Catalogue of Life.